# Аріклі
Аріклі  (азерб. Ərikli) — село у Лачинському районі Азербайджану. Село розташоване за 60 км на північний захід від районного центру, міста Лачина.Село підпорядковується сільраді Кюрдгаджиа, яке розташоване за 7 км на південь.
З 1992 по 2020 рік було під Збройні сили Вірменії окупацією і називалось Арахіш (вірм. Արախիշ), входячи в Кашатазький район невизнаний Нагірно-Карабаська Республіка. 1 грудня 2020 в ході Другої карабаської війни села було звільнено Збройні сили Азербайджану. (вірмени трактують це як окупацію).